# Democratici Cristiani Sloveni
I Democratici Cristiani Sloveni (Slovenski krščanski demokrati - SKD) erano un partito sloveno democristiano attivo fra il 1989 e il 2000. Il leader del partito è sempre stato Lojze Peterle.
Il partito faceva parte della Coalizione DEMOS che vinse le prime elezioni slovene nel 1990. Peterle fu nominato Primo Ministro e sotto il suo governo la Slovenia dichiarò l'indipendenza.
Dopo la caduta del governo Peterle, i Cristiano-Democratici passarono all'opposizione, mentre altri partiti della coalizione entrarono nel nuovo governo di Janez Drnovšek. Il partito tornò al governo nel 1993 quando entrò a far parte del secondo governo Drnovšek. 
Tra il 1997 e il 2000 il partito tornò all'opposizione. Nel 2000 si fuse col Partito Popolare Sloveno e formò un governo con il Partito Socialdemocratico Sloveno sotto la guida di Andrej Bajuk. Poco dopo, però, molti ex-democristiani, fra cui Peterle e Bajuk, lasciarono il nuovo partito fondando Nuova Slovenia.

## Risultati elettorali
| Elezione          | Voti    | %     | Seggi   |
| ----------------- | ------- | ----- | ------- |
| Parlamentari 1990 | 140.403 | 13,0  | 11 / 90 |
| Parlamentari 1992 | 172.424 | 14,51 | 15 / 90 |
| Parlamentari 1996 | 102.852 | 9,62  | 10 / 90 |

| Controllo di autorità | VIAF (EN) 246972589 · CONOR.SI (SL) 386298371 |